# 出番ですよ!オニギリズ
『出番ですよ!オニギリズ』（でばんですよ!オニギリズ）は、チャンネルNECOで月一で放送されていたフラッシュアニメである。

## 概要
オリエンタルラジオがMCを務めるチャンネルNECOで放送されている『映画ちゃん』内の企画「中田敦彦キャラクター&アニメ制作プロジェクト」から完成したアニメ。
声優は、オリエンタルラジオの2人の他はオーディションで決定。オーディションは、2015年5月3日放送の『映画ちゃん』内で行われ元NMB48の山田菜々が選ばれた。
主題歌も中田と藤森と山田で担当している。山田は、NMB48卒業後初の楽曲参加となった
。

## 登場人物
- ラッパー担当・マメ蔵（声：藤森慎吾（オリエンタルラジオ））
- DJ&コーラス担当・エノモト（声：中田敦彦（オリエンタルラジオ））
- ボーカル担当・もんちゃん（声：山田菜々）

## 主題歌
「O.N.I.G.I.R.I.」
歌：オニギリズ